# Wiktor Rudnicki
Wiktor Adamowicz Rudnicki (ros. Виктор Адамович Рудницкий, ur. 29 kwietnia 1910 w Warszawie, zm. w październiku 2002 w Moskwie) – polskiej narodowości radziecki konstruktor rakiet.

## Życiorys
Skończył szkołę średnią, a w 1938 studia w Moskiewskiej Wyższej Szkole Technicznej im. Baumana. W 1941 został kierowniczym konstruktorem w fabryce „Kompressor” produkującej Katiusze; został ewakuowany wraz z fabryką. Brał aktywny udział w konstruowaniu Katiusz różnych typów. Od 1947 pracował w Specjalnym Biurze Konstruktorskim „Specmasz”, gdzie został zastępcą głównego konstruktora Władimira Barmina, a od 1968 I zastępcą generalnego konstruktora. Brał udział w konstruowaniu międzykontynentalnych rakiet balistycznych, m.in. „Wostok”, „Sojuz” i „Proton”. W 1975 przeszedł na emeryturę.

## Odznaczenia
- Medal Sierp i Młot Bohatera Pracy Socjalistycznej (21 grudnia 1957)
- Order Lenina (czterokrotnie, 20 kwietnia 1956, 21 grudnia 1957, 17 czerwca 1961 i 29 sierpnia 1969)
- Order Czerwonego Sztandaru Pracy (29 marca 1944)
- Order Czerwonej Gwiazdy (16 września 1945)
- Order „Znak Honoru” (15 marca 1943)

I medale.